# Людина, що неймовірно зменшується
«Людина, що неймовірно зменшується» (англ. The Incredible Shrinking Man) — науково-фантастичний фільм 1957 рік режисера Джека Арнольда, знятий за романом «Людина, що зменшується» Річарда Метісона. Фільм отримав першу премію «Г'юго» за найкращу драматичну постановку, започатковану в 1958 році.

## Сюжет
Скотт Кері потрапляє під бризки інсектициду, які укупі з впливом радіації змушують його організм зменшуватися. Ліки, які прописують лікарі не працюють, і Скотт починає боятися, що з часом зникне — перетвориться в ніщо. Він віддаляється від дружини й дочки. Скотт стає все менше, поки не стає ростом з карлика, потім починає жити в ляльковому домі. Для неймовірно маленької людини смертельними небезпеками для нього виявляються кішка, потоки води з несправного котла, павук, що живе в підвалі. Але в кінці фільму герой розуміє, що розміри — це умовність, яка існує лише в його свідомості, що природа існує в нескінченній безлічі вимірів, і з погляду Всесвіту він ніколи не зменшиться до неможливої величини.

## У ролях
- Грант Вільямс — Скотт Кері (англ. Scott Carey)
- Ренді Стюарт — Кері Луїза (англ. Louise Carey)
- Ейпріл Кент — Клариса (англ. Clarice)
- Пол Ленгтон — Чарлі Кері (англ. Charlie Carey)
- Реймонд Бейлі — Доктор Томас Сільвер (англ. Thomas Silver)
- Вільям Шаллерт — Доктор Артур Бремсон (англ. Arthur Bramson)

## Продовження
Автор роману «Шлях униз» Метісон виступив сценаристом в даному фільмі, а також написав сценарій для сиквела — «Фантастична маленька дівчинка» (англ. Fantastic Little Girl), хоча фільм так і не був знятий. У ньому дружина Скотта Луїза (Лу) слідує за ним в мікросвіт.